# معالجة مناعية مستأرجة
معالجة مناعية مستأرجة يعرف أيضًا كعلاج للحساسية أو مضاد الحساسية أو  مقاوم الحساسية؛ (بالإنجليزية: Allergen immunotherapy)‏ وهو علاج طبي لحالات الحساسية البيئية مثل: لدغات الحشرات والربو. ويتضمن العلاج تعريض الأشخاص المصابين إلى كميات متزايدة من مسببات الحساسية في محاولة لتغيير استجابة الجهاز المناعي.
أوجدت التحاليل التلوية أن الحقن المثيرة للحساسية تحت الجلد فعالة في علاج حساسية الأنف لدى الأطفال، وقد تستمر فوائدها لسنوات بعد توقف العلاج.
وتعتبر هذه الحقن آمنة وفعالة لحالات حساسية الأنف والتهاب الملتحمة التحسسي وأشكال حساسية الربو ولدغ الحشرات. تدعم الأدلة كذلك استخدام العلاج المناعي تحت اللسان لعلاج التهاب الأنف والربو، ولكن هذا العلاج أقل قوة في تأثيره. وهذا الشكل من العلاج يتضمن إعطاء مسببات الحساسية تحت اللسان، ولكن الناس في الغالب يفضلون أخذ الإبر. ولا ينصح بالعلاج المناعي لوحده كعلاج لحالات الربو.
تكون الآثار الجانبية للعلاج المناعي الذي يؤخذ تحت اللسان في العادة خفيفة ومعتدلة ويمكن السيطرة عليها من خلال ضبط الجرعة. وقد سجلت حالات نادرة حصلت فيها الحساسية المفرطة أثناء العلاج المناعي تحت اللسان.
تتضمن الآثار الجانبية المحتملة والمتعلقة بأخذ العلاج المناعي تحت الجلد في حالات الربو والتهاب الأنف التحسسي حساسية خفيفة أو معتدلة على الجلد أو في الجهاز التنفسي. وتعد الآثار الجانبية الشديدة مثل الحساسية المفرطة أثناء العلاج المناعي تحت الجلد غير شائعة بشكل نسبي.
تم اكتشاف العلاج المناعي ضد الحساسية من قبل ليونارد نون وجون فريمان في عام 1911، وهذا العلاج هو الدواء الوحيد المعروف لمعالجة أعراض الحساسية وأسباب حساسية الجهاز التنفسي. ويعد التشخيص المفصل ضروري لتحديد مسببات الحساسية. ابتداءًا من شهر أيلول من العام 2015، أصبح لا يوصى باستخدام العلاج المناعي للحساسية لحالات الحساسية الغذائية في معظم الحالات بسبب المخاطر الكبيرة للآثار الضارة وعدم وجود أدلة تشير إلى تغييرات دائمة في تفاعله مع مسببات حساسية الأغذية.